# Administration nationale anti-crise
Gouvernement de transition démocratique en exil

L'Administration nationale anti-crise ((be) Народнае антыкрызіснае ўпраўленне (NAU, NAM en anglais), (ru) Народное Антикризисное Управление, (pl) Narodowy Zarząd Antykryzysowy) est un gouvernement non officiel d'opposition et de transition démocratique biélorusse. Il est créé en octobre 2020 à la suite des manifestations de 2020-2021 en Biélorussie,, avec, à sa présidence, Pavel Latouchka. Ce gouvernement bénéficie du soutien du Conseil de coordination dirigé par Svetlana Tikhanovskaïa. Selon ses statuts, cette administration cessera son activité dès que les résultats d'un réel scrutin démocratique seront connus et un nouveau président élu.

## Création et résiliation
L'Administration nationale anti-crise a été créée le 28 octobre 2020 dans le but de gérer une passation pacifique du pouvoir en Biélorussie. Les principes d'activité de la NAU avaient été approuvés par le Conseil de coordination le 26 octobre 2020.
Les statuts du NAU prévoient que celui-ci cessera d'exister dès l'investiture d'un nouveau président démocratiquement élu.

## Leadership et structure
Pavel Latouchka, également membre du Conseil de coordination, assure la présidence du NAU. Comme de nombreux autres politiciens de l'opposition biélorusse et militants démocrates, Latouchka a été contraint de fuir en Pologne pour éviter la persécution du régime dictatorial d'Alexandre Loukachenko en raison d'une série de répressions après l'élection présidentielle d'août 2020. Le NAU est un groupe complémentaire à l'équipe de soutien de Svetlana Tikhanovskaïa, la présumée gagnante de l'élection présidentielle biélorusse de 2020, et au Conseil de coordination. Olga Kovalkova assure la communication entre le Conseil de coordination dont elle est membre et l'Administration nationale anti-crise.
Les six champs d'action du NAU sont :
- L'économie et finance : poste vacant depuis le 16 novembre 2020[3] ;
- La politique étrangère et commerce : Anatoli Kotov (be), né en 1980[3] ;
- La justice : Mikhaïl Kiriliouk , né en 1983[3] ;
- La sécurité : Vadim Prokopiev, né en 1971[3] ;
  - Le Représentant élu :  Andreï Ostapovitch (en), né en 1993[5] ;
- La politique sociale : vacant depuis le 16 novembre 2020[3] ;
  - La jeunesse et les sports : Aliaksandra Herasimenia, née en 1985[3] ;
  - La culture et le patrimoine national : Margarita Levtchouk, née en 1990[3] ;
- Le développement régional : Youry Houbarevitch (be), né en 1978 et Elena Jivoglod, née en 1991 en tant que coordinatrice[3].

## Objectifs

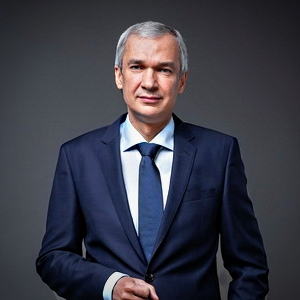
Pavel Latouchka en 2019.

Pavel Latouchka explique à propos du NAU qu'il s'agit de créer une équipe de spécialistes capables d'élaborer et d'appliquer des plans en vue d'organiser un transfert pacifique du pouvoir en Biélorussie. Partant du constat que le gouvernement d'Alexandre Loukachenko est illégitime et a violé la Constitution de la Biélorussie deux options sont étudiées conjointement : une option constitutionnelle — qui est privilégiée — et une option de souveraineté juridique si le président refusait la voie constitutionnelle.

### Option constitutionnelle
L'option constitutionnelle de transition du pouvoir par le dialogue public commence par une condition préalable relative à la « fin de la violence contre les civils, [à la] libération de tous les prisonniers politiques » et à l'ouverture d'enquêtes judiciaires sur les crimes commis par les agences gouvernementales. L'option consisterait en un dialogue public entre Svetlana Tikhanovskaïa, le Conseil de coordination, le NAU, d'autres dirigeants politiques et des représentants d'Alexandre Loukachenko, avec la médiation de médiateurs internationaux. Les objectifs des pourparlers comprendraient :
- le fait que Loukachenko perde ses pouvoirs qui seraient transférés à Svetlana Tikhanovskaïa, laquelle deviendrait le Premier ministre de la Biélorussie ;
- que tous les responsables impliqués dans des crimes violents ou des fraudes électorales démissionnent ;
- qu'une nouvelle Commission électorale centrale (en) soit créée et qu'une procédure d'élection du nouveau président soit déterminée[6].

### Option de souveraineté juridique

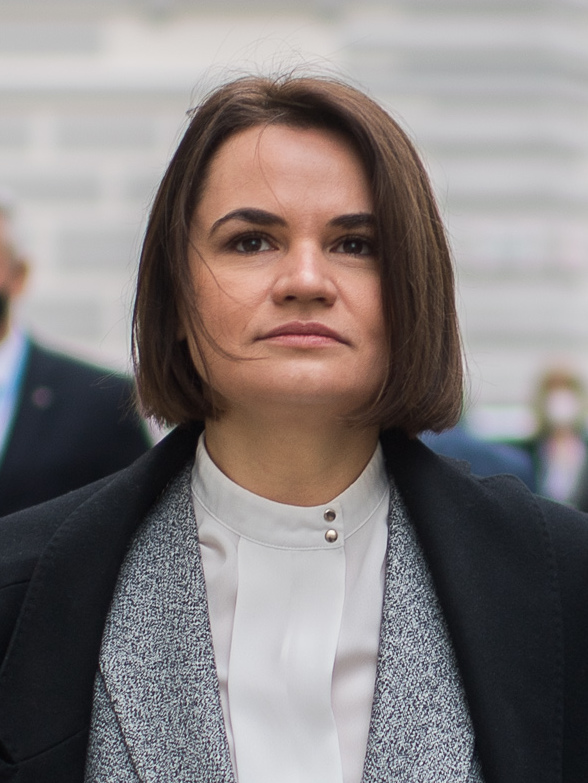
Svetlana Tikhanovskaïa à Vienne en novembre 2021.

L' option de souveraineté juridique serait motivée par, selon les termes du NAU, « le fait que la seule source du pouvoir de l'État et le détenteur de la souveraineté en Biélorussie est le peuple ». Svetlana Tikhanovskaïa deviendrait alors la présidente, sélectionnerait un Premier ministre et un cabinet de transition, formerait une nouvelle commission électorale centrale et organiserait une élection pour un nouveau président dans les 40 à 70 jours.

## Actions

### Système judiciaire
Lorsque Raman Bandarenka est battu à mort lors d'une manifestation en novembre 2020, le NAM a publié des données obtenues à partir de rapports internes du ministère biélorusse de l'intérieur, selon ces rapports, 25 800 personnes avaient été détenues entre le 9 août et le 9 novembre 2020. Les données excluent les 1 000 à 1 500 détentions de la marche du 8 novembre. La plupart (24 000) des détentions le furent au motif de « rassemblements illégaux et troubles de masse », les personnes arrêtées risquant de deux à quinze ans d'emprisonnement. Un rapport fait également état de 4 000 plaintes pour torture ou autres violations de la loi par les forces de sécurité dont aucune n'a été traitée,.
Le NAU a pour objectif de gérer la documentation des actions en justice concernant les responsables du terrorisme d'état. Svetlana Tikhanovskaïa a appelé à l'arrestation du président Alexandre Loukachenko, lui attribuant « une responsabilité dans la terreur et la torture ». Elle a déclaré que toute personne permettant de concourir à l'inculpation de Loukachenko bénéficierait une amnistie.

### Invasion de l'Ukraine par la Russie
À la suite de l'Invasion de l'Ukraine par la Russie et du rôle qu'a joué la Biélorussie dans cette invasion, Svetlana Tikhanovskaïa déclare :

« À partir d’aujourd’hui, j’assume la responsabilité de représenter le peuple et la république de Biélorussie, afin de défendre l’indépendance et l’intérêt national de mon pays. »